# Kreuzdachbildstock (Obererthal; Berg, Mühlwiesen)

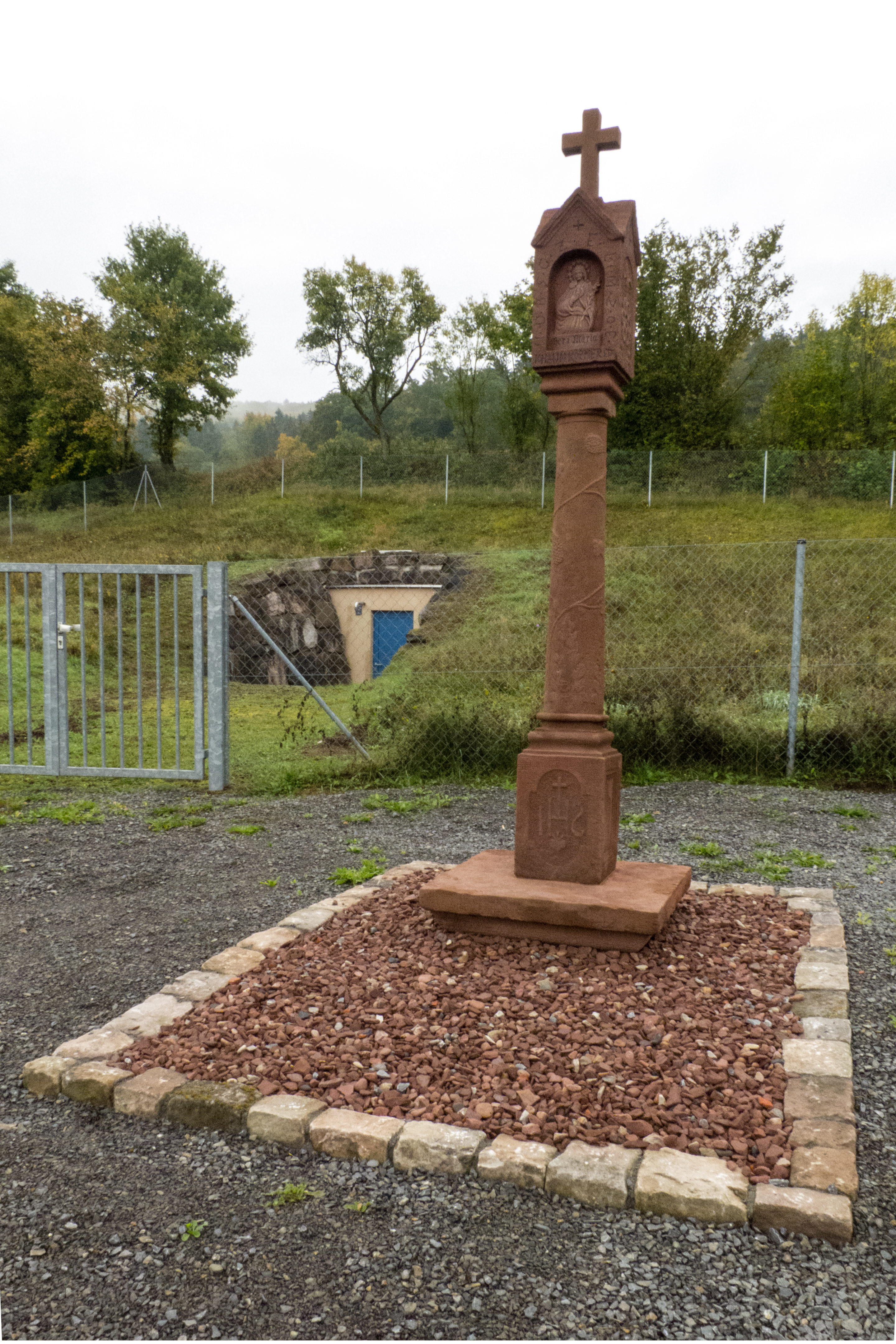
Bildstock in Obererthal, Flur Obererthal; Berg, Mühlwiesen

Der Kreuzdachbildstock Berg, Mühlwiesen befindet sich in Obererthal, einem Gemeindeteil der Kleinstadt Hammelburg im Landkreis Bad Kissingen in der Flur Berg, Mühlwiesen.
Er gehört zu den Baudenkmälern von Hammelburg und ist unter der Nummer D-6-72-127-176 in der Bayerischen Denkmalliste registriert.

## Beschreibung
Der 305 cm hohe Bildstock besteht aus rotem Sandstein. Er entstand im Jahr 1700. Der Bildstock stand ursprünglich in der Flur Stockwiesen, kam später in die Umfassungsmauer des Friedhofs und dann in die Flur Eichelberg, wo an seinem Standort ein Pilzsammler tot umgefallen ist.
Der Bildstock besteht aus einer konischen, mit Weinreben gerankten Rundsäule und einem prismatischen Säulenfuß.
Der Aufsatz hat die Abmessungen 66 cm × 30 × 29 cm. Im Schnittpunkt der Spitzgiebel des Kreuzdaches befindet sich ein Kleeblattkreuz. An der Schauseite befindet sich eine rundbogige Nische mit zwei Engeln und einem Lamm. Darüber befinden sich eine Monstranz und ein Auge sowie seitlich vier Engelsköpfe. Die Aufschrift im Schild darunter lautet: „Gelobt Und Gebenedeit..........“. Entlang des Rundbogens befindet sich die Buchstabenreihe „H. D. B. S. G. Z. E. L. M. Z. O. L.“. Darunter steht: „Johann Kozner 1700“. Auf der linken Seite befindet sich ein Christusmonogramm, auf der Rückseite ein Golgathakreuz mit Kleeblattenden sowie auf der rechten Seite ein Blütenornament. Darunter steht in einem Rahmen: „A O 1700“.